# Eugenio Recuenco

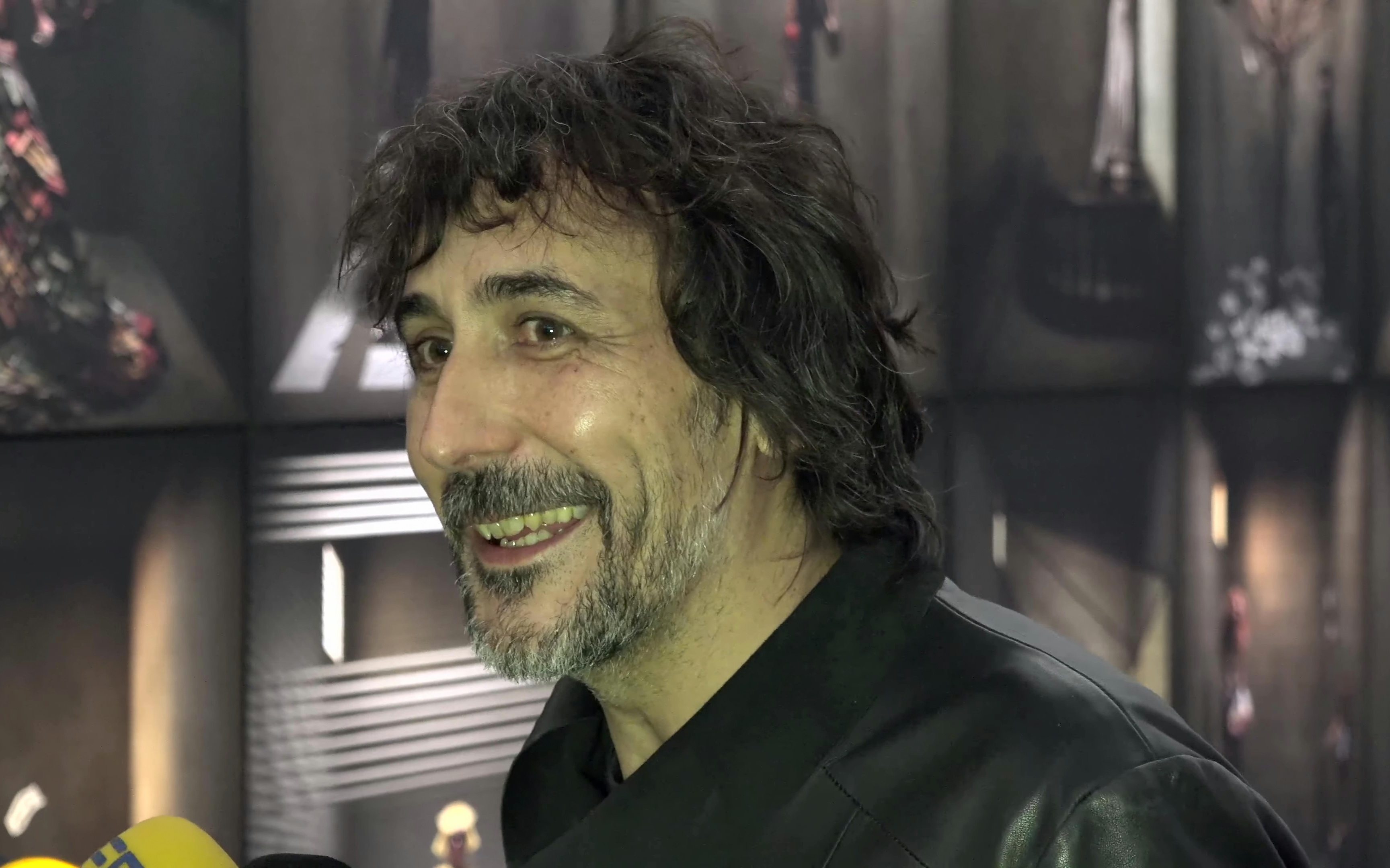
Eugenio Recuenco (2018)

Eugenio Recuenco (* Mai 1968 in Madrid) ist ein spanischer Fotograf und Regisseur. Er hat bereits in Vogue, Madame Figaro und Twill Fotos veröffentlicht. Bekannt wurden auch seine Bilder für die Werbung von Lavazza.

## Ausstellungen (Auswahl)
- Kunsthalle Rostock – „Eugenio Recuenco - Fotografie“[2]

## Regie (Auswahl)
- Rammstein – Mein Herz brennt